# Horaga anara
Horaga anara är en fjärilsart som beskrevs av Hans Fruhstorfer 1898. Horaga anara ingår i släktet Horaga och familjen juvelvingar. Inga underarter finns listade i Catalogue of Life.